# Ayuntamiento de Baltimore
El ayuntamiento de Baltimore (Baltimore City Hall) es la sede del gobierno municipal de la ciudad de Baltimore, en el estado de Maryland (Estados Unidos). El edificio alberga las oficinas del alcalde y del Consejo de la Ciudad. También es sede de las oficinas de auditoría de la ciudad, algunos departamentos y agencias municipales, junto con las cámaras históricas del Ayuntamiento de Baltimore. 
Está situado en una manzana limitada por Lexington Street East al norte, la avenida de Guilford (anteriormente North Street) en el oeste, la calle East Fayette hacia por el sur y la calle North Holliday con la plaza del Ayuntamiento y la plaza War Memorial al este. El inmueble fue diseñada en 1862, por el arquitecto George Frederick Aloysius, cuando solo tenía 20 años, en un estilo arquitectónico propio del estilo Segundo Imperio, con una combinación de arquitectura neobarroca, con una cubierta mansarda con buhardillas ricamente enmarcadas.